# Obadiah di Bertinoro
Obadiah di Bertinoro o Obadja, oppure Obadiah Yare ben Abraham, detto anche il Bartenura, (in ebraico עובדיה מברטנורא‎?; Bertinoro, 1455 – Gerusalemme, 1516) è stato un rabbino italiano, autore di un famoso commento della Mishnah, la Legge ebraica trasmessa oralmente. Obadiah, il cui nome significa «servo di Dio», fu allievo di Joseph Colon e, ancora molto giovane, divenne rabbino della popolosa comunità ebraica di Bertinoro, da cui trasse il nome con il quale è tuttora conosciuto.

## Biografia
Obadiah nacque a Bertinoro, presso Forlì, ma visse per diversi anni a San Ginesio, un piccolo comune della provincia di Macerata. Allievo di Joseph Colon Trabotto, inizialmente fu nominato rabbino nel suo comune di nascita, poi a Città di Castello, in Umbria. Il suo nome è menzionato in un documento papale ufficiale del 12 febbraio 1485, a capo dei banchieri autorizzati a concedere prestiti ad interesse per i cristiani residenti nella città, che comprende, tra l'altro, l'esenzione per tutti i banchieri ebrei dalla negoziazione delle festività ebraiche.

### Il viaggio a Gerusalemme

#### Attraverso l'Italia
Intenzionato a stabilirsi nella terra dei suoi avi, il 29 ottobre 1486 partì per la Terra di Israele. Una relazione del viaggio, con interessanti descrizioni della vita delle comunità ebree nelle città in cui soggiornò, è contenuta in due lettere da lui inviate al padre rimasto in Italia.

Raggiunse entro la fine dell'anno Roma; di qui scese a Napoli e poi a Salerno, dove risiedette per quattro mesi. Nella primavera del 1487 sostò a Palermo, dove vivevano circa 850 famiglie ebraiche, tutte abitanti nella stessa strada della città. Svolgevano le professioni di artigiano, facchino e contadino. «Essi sono disprezzati dai cristiani, e sono obbligati ad indossare un pezzo di stoffa rossa sui loro indumenti, di modo che possano essere identificati come ebrei». L'amministrazione li sfruttava, impiegandoli obbligatoriamente nei lavori pubblici e nell'applicazione delle punizioni corporali e delle sentenze di morte. Obadiah rimase ammirato dalla grandiosità e dall'efficienza della sinagoga di Palermo, che a suo dire «non aveva pari in tutto il mondo; i pilastri di pietra nel cortile esterno sono circondati da vigneti [...] il vestibolo dispone di tre ingressi e un portico in cui ci sono grandi sedie per il riposo, e una splendida fontana [...] le pergamene della Legge sono decorate con corone e melograni di argento e pietre preziose». Fu invitato a tenervi lezione per diversi sabati.
Dopo alcuni mesi di permanenza a Palermo, s'imbarcò per Messina, dove vivevano circa 400 famiglie di ebrei, quasi tutti artigiani, in migliori condizioni di quelli di Palermo, più agiati e rispettati. Da qui, dopo quattro giorni di viaggio per mare, raggiunse Rodi, dove vivevano solo 22 famiglie di ebrei, in condizioni molto modeste. Raggiunta Alessandria d'Egitto, vi si trattenne sette giorni, ospite di un veneziano. Si recò  al Cairo su cammello, vedendo sul Nilo «le grandi specie di rane, chiamate El Timsah e il coccodrillo, che è rimasto in Egitto dal tempo di Mosè, come Ramban scrive nel suo commento».
Al Cairo vi erano allora circa 700 famiglie ebree, delle quali cinquanta di Samaritani e 150 di Caraiti. «I Samaritani conservano solo i cinque libri di Mosè, e i caratteri della scrittura dei libri sacri differiscono dai nostri. Maimonide notava che questa consuetudine vigeva tra gli Israeliti prima dell'esilio assiro. I Caraiti, come sapete, non credono nelle parole dei nostri Sapienti, ma hanno familiarità con tutta la Bibbia [...] La maggior parte delle loro preghiere consiste nei Salmi e in altri versetti biblici». Al Cairo Obadiah vide anche gli ebrei costretti in Spagna all'apostasia, i cosiddetti Marrani, «i più poveri, perché hanno lasciato i loro beni in Spagna e sono venuti qui a rifugiarsi sotto le ali del Dio d'Israele». Benché il Nagid, il capo degli ebrei d'Egitto, il rabbino Nathan Ha Cohen, avesse cercato di dissuaderlo dall'andare a Gerusalemme, per l'oppressione cui erano soggetti gli ebrei, Odadiah partì ugualmente e, dopo aver visto a Gaza le rovine degli edifici lasciate da Sansone nella sua lotta con i Filistei e le grotte dei patriarchi a Hebron, il 25 marzo 1488, proprio in tempo per celebrarvi la Pasqua, raggiunse finalmente Gerusalemme, accolto da un altro rabbino giunto dall'Italia, Jacob di Colombano.

#### A Gerusalemme
Gerusalemme si componeva, a suo dire, di 4.000 famiglie, delle quali solo una settantina ebree, tutte poverissime. Obadiah riuscì a ottenere che la tassa annuale che gravava sulla comunità ebraica fosse pagata direttamente al governo, evitando così i taglieggiamenti imposti da appaltatori disonesti, e si adoperò perché gli emigrati, espulsi da Spagna e Portogallo, fossero accolti in città, apportando la loro capacità professionale e la loro cultura. I beni che gli emigrati europei trasportarono con sé e gli aiuti economici, che giunsero pure dall'Italia, permisero anche la fondazione di ospedali e istituti di beneficenza.
Obadiah di Bertinoro fu per qualche anno rabbino a Hebron e dal 1495 si stabilì definitivamente a Gerusalemme, dove morì intorno al 1516. Fu sepolto sul Monte degli Ulivi.

## Opere
L'opera più famosa di Obadiah di Bertinoro è il suo Commento alla Mishnah. Il testo ha avuto risonanza attraverso i secoli, tanto  che, ad esempio, verso la metà del Seicento, il rabbino Yom Tob Lipmann Heller, attivo nell'Europa centrale, concepì e rielaborò il proprio commento alla Mishnah «come completamento del commento di Obadja di Bertinoro».

### Traduzioni
- Mischna; sive totius Hebraeorum juris, rituum, antiquitatum, ac legum oralium systema, cum clarissimorum rabbinorum Maimonidis & Bartenorae commentariis integris ... Latinitate donavit ac notis illustravit Guilielmus Surenhusius, Amstelaedami Excudunt Gerard & Jacobus Borstius, 1698-1703
- Mishnah. Berakoth, Peah, Demai, commento di Obadiah of Bertinoro, traduzione inglese, New York 1947
- Lettere dalla Terra Santa, Rimini 1991

### Studi
- B. Lagumina, Le giudaiche di Palermo e di Messina descritte da Obadia da Bertinoro, in «Atti della R. Accademia di scienze e lettere ed arti», 3,  4, 1896
- Ovadyah Yare da Bertinoro e la presenza ebraica in Romagna nel Quattrocento, Atti del convegno,  Bertinoro 17-18 maggio 1988, Torino 1989
- (EN)  E. Horowitz, Towards a Social History of Jewsh Popular Religion: Obadiah of Bertinoro on the Jews of Palermo, in «The Journal of Religious History», 2, Oxford 1992